# Apă meteorică
Apele meteorice sunt acele ape care provin din precipitații atmosferice (zăpadă, ploaie, grindină, brumă), prin șiroire.
În localități, apele meteorice provin din ploi sau din topirea zăpezii de pe acoperișuri, terase, platforme industriale sau / și curți interioare. Sunt considerate ape meteorice și apele care provin din stropirea și spălarea drumurilor publice sau private, a grădinilor și curților imobilelor.
Rețeaua de canalizare a apelor pluviale este separată de rețeaua de canalizare a apelor uzate menajere. Această separare este obligatorie deoarece în cazul unor ploi de scurtă durata dar de intensitate mare, în conductele de canalizare a apelor pluviale se poate stabili regimul de curgere sub presiune și orice legătura între aceste conducte și rețeaua de canalizare a apelor menajere ar duce la inundarea clădirii, prin obiectele instalațiilor sanitare. Deoarece construirea și întreținerea rețelei de canalizare pentru apele meteorice necesită fonduri, Serviciile Publice de Gospodărie Comunală percep taxe de la proprietarii de terenuri și imobile.
În România, determinarea debitelor de ape meteorice, necesare facturării, se face în baza Standardului Român SR 1846-2 din februarie 2007, iar facturarea serviciului de canalizare ape meteorice se face în baza prevederilor art. 215 din Ordinul nr.88/2007 al Autorității Naționale de Reglementare pentru Serviciile Publice de Gospodărie Comunală, publicat în Monitorul Oficial al României partea I, nr.432/2007. 
Apele meteorice sau apele din precipitațiile care cad pe terenurile amenajate și neamenajate se diferențiază în:
- ape meteorice convențional-curate, colectate din localități, care se pot vărsa direct în emisar;
- ape meteorice nocive, provenite de pe unele porțiuni ale incintelor industriale, care necesită epurarea înainte de a se vărsa în emisar.

## Recuperarea apelor meteorice
Există instalații de recuperare a apelor meteorice pentru a le utiliza la activități gospodărești care nu necesită consum de apă potabilă, cum ar fi: toalete WC, udat grădina, spălat autoturismul personal. Dacă se folosește și un sistem de dezinfecție a apei meteorice colectate, aceasta se poate utiliza și la spălatul rufelor cu un consum redus de detergent de până la 50%, deoarece aceasta are o duritate mai mică decât apa potabilă.

## Acțiunea geologică a apelor meteorice
Indiferent de forma de manifestare, apele meteorice desprind particule de sol sau rocă, le transportă și le depun, generând forme de relief. Sub acțiunea picăturilor de ploaie și a curenților peliculari are loc procesul de „pluviodenudare” (una din formele de eroziune a solului), iar când apa se concentrează în curenți iau naștere rigole de șiroire, ogașe, ravene și torenți.